# Utilità di pianificazione
Utilità di pianificazione o Task Scheduler è un componente di Microsoft Windows che fornisce la possibilità di pianificare il lancio dei programmi o di script in periodi predefiniti o dopo intervalli di tempo specificati. Esso è stato introdotto in Windows 95 Plus! pack come System Agent ma è stato rinominato Task Scheduler in Windows 98. Il servizio Log eventi di Windows deve essere eseguito prima di avviare l'utilità di pianificazione.